# Norddeutsche Bundesmarine
La Norddeutsche Bundesmarine, o Norddeutsche Bundesflotte, era la marina militare della Confederazione Tedesca del Nord, attiva dal 1867 al 1871, quando venne assorbita nella Kaiserliche Marine dell'Impero tedesco.

## Storia

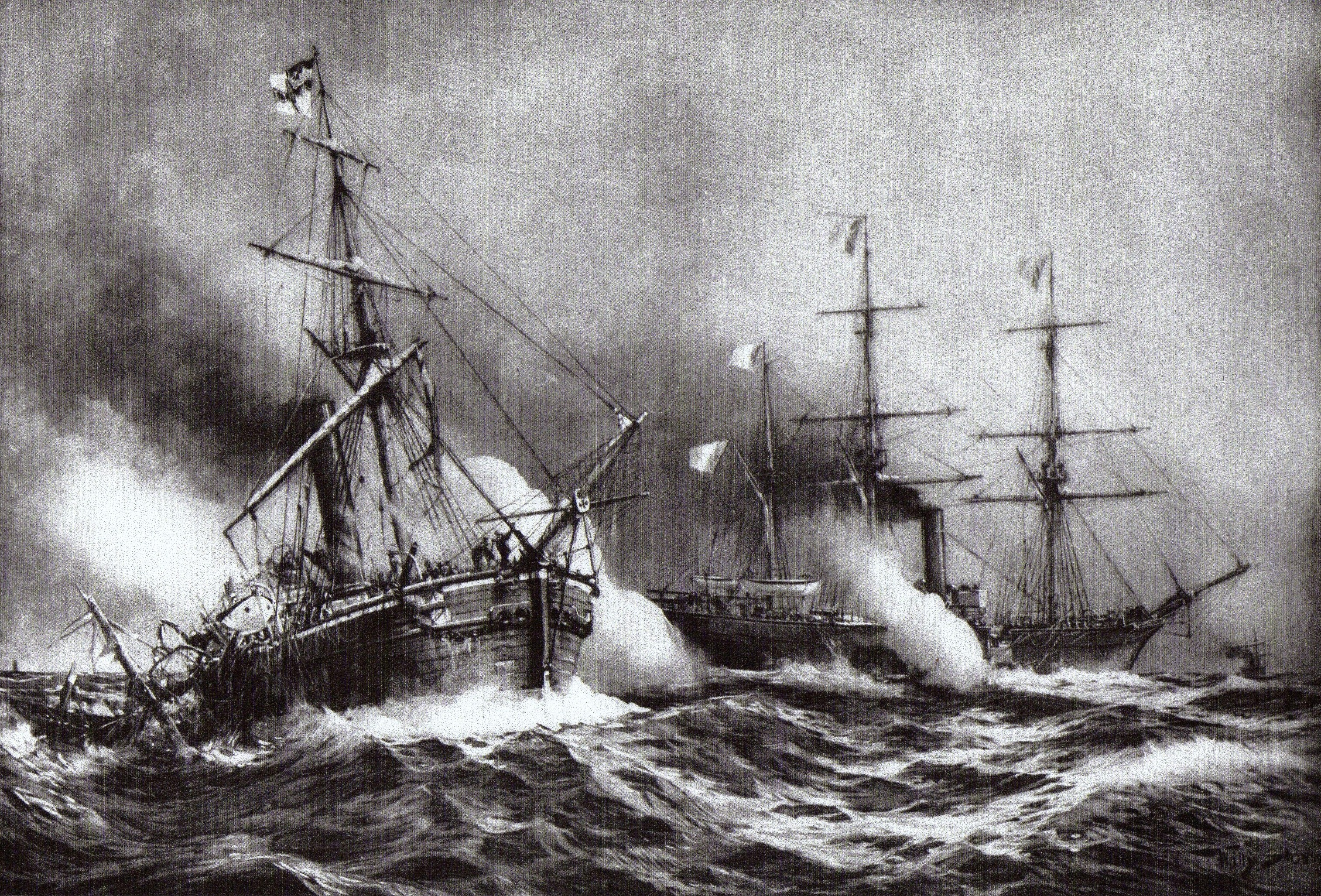
Combattimento presso l'Havana nel 1870 tra la cannoniera Meteor e l'aviso francese Bouvet

Dopo le guerre dello Schleswig-Holstein contro la Danimarca nel 1864 (che portarono all'assegnazione del ducato tedesco alla Prussia) e l'Austria nel 1866, nel 1867 la Confederazione Tedesca del Nord istituì la Norddeutsche Bundesmarine, derivata come impostazione dalla Marina prussiana che era l'unica esistente ed orientata per costituire una grande flotta, dal momento che nessun altro stato di area tedesca possedeva una propria marina militare.
La bandiera rosso-nera della confederazione venne combinata coi colori della Prussia che ne mantenne il comando supremo.
Al 1867 questa era la formazione:
- 6 corazzate
- 9 corvette
- 8 avisos

L'attività principale della flotta era quella di proteggere il commercio marittimo, difendere le coste e consentire così lo sviluppo del commercio marittimo nella Germania settentrionale, attaccando se necessario quanti si opponessero con la forza a questo scopo.
A capo del dipartimento della marina venne posto il generale Albrecht von Roon, mentre il comando supremo della marina venne affidato al principe Adalberto di Prussia. Nel 1869 venne inaugurato la nuova base navale di Wilhelmshaven, mentre già era stato inaugurato l'avamposto di Kiel. Dopo una piccola partecipazione alla Guerra franco-prussiana, nel 1871 la marina della Confederazione venne assorbita da quella del neonato Impero tedesco.

## Bibliografia

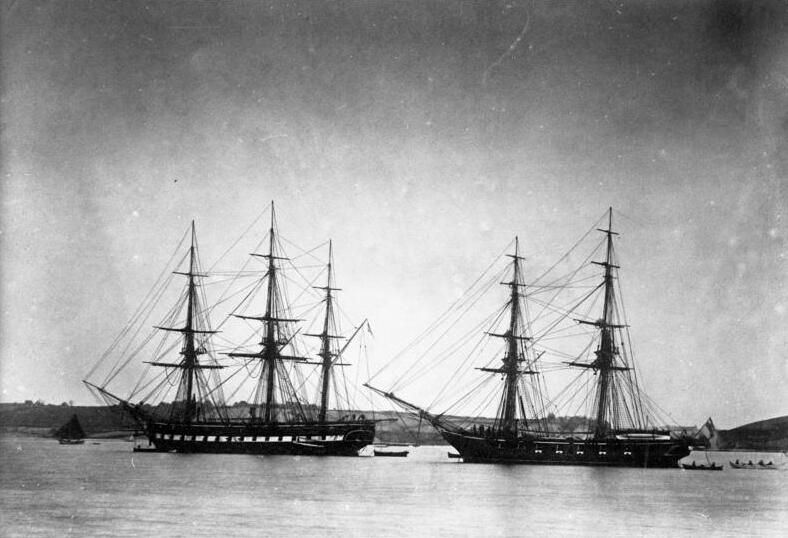
La fregata Gefion e la nave scuola Rover battenti bandiera della Norddeutschen Bundesmarine